# Toma'akino Taufa
Pour le joueur tongien de rugby à XV né en 1983, voir Alaska Taufa.
Pas d'image ? Cliquez ici

a Compétitions nationales et continentales officielles uniquement.

b Matchs officiels uniquement.
Dernière mise à jour le 16 mai 2025.
Toma'akino Taufa, également connu comme Toma Taufa ou Tomakino Taufa, né le 9 mars 1995 à Angaha (île de ʻEua aux Tonga), est un joueur international tongien de rugby à XV évoluant au poste de pilier. Il mesure 1,78 m pour 123 kg.
Son neveu, Tevita Tatafu est également joueur de rugby à XV et évolue au même poste que lui.

## Biographie

### Famille
Toma'akino Taufa a un neveu, Tevita Tatafu, qu'il fait venir à l'Aviron bayonnais à partir de l'automne 2019 et qui évolue au poste de pilier également.

### Carrière

#### En club
Toma'akino Taufa rejoint en février 2015 le club français de l'Aviron bayonnais, évoluant alors en Pro D2, où il signe un contrat espoir,. Arrivé en même temps que son compatriote Maile Mamao, son intégration est difficile en raison du dépaysement et de la barrière de la langue (il ne parle ni français, ni anglais). Peu préparé à un voyage de cet envergure, avec seulement une valise contenant des vêtements pour deux jours, il est pris en charge par un actionnaire du club et sa famille, avant d'être accueilli par son coéquipier Lisiate Fa'aoso.
Après avoir joué en Espoir, il fait ses débuts professionnels le 15 octobre 2016 en Challenge européen contre Gloucester. Un mois plus tard, il profite d'une hécatombe à son poste de pilier droit pour jouer son premier match de Top 14 contre le Stade toulousain. Entré en jeu avant la mi-temps, il produit alors une grosse performance en mêlée, décisive dans la victoire de son équipe, et obtient le titre honorifique d'homme du match. Cette première performance attire très rapidement la convoitise des clubs concurrents, une attitude vivement critiquée par son entraîneur Vincent Etcheto qui juge cet engouement prématuré. Il reste finalement au club à la fin de la saison, malgré le retour du club en Pro D2.
En 2019, il perd son statut JIFF (joueur issu de la formation française) en raison d'une erreur administrative de son club lors de la formation, malgré le fait qu'il avait passé les trois saisons nécessaire au centre de formation avant ses 23 ans, comme le stipule la règle. Au mois de mai de la même année, il est titulaire lors des phases finales du championnat, qui voient l'Aviron bayonnais remporter le titre de champion de France de Pro D2 et accéder au Top 14,.
En octobre 2020, alors qu'il manque de temps de jeu à Bayonne, il est prêté pour une durée de deux mois à Montpellier, où il doit compenser les sélections de Mohamed Haouas et Levan Chilachava.
En avril 2021, il s'engage avec le FC Grenoble en Pro D2 à partir de la saison 2021-2022. En mai 2023, après deux saisons où il est assez peu utilisé, il quitte le club isérois.
Dans la foulée de son départ de Grenoble, il s'engage avec le Stado Tarbes en Nationale.
Au bout de seulement six mois passés à Tarbes, il rejoint en janvier 2024 l'Union Bordeaux Bègles en Top 14, en tant que joker médical de Sipili Falatea. Le 28 juin 2024, il est remplaçant en finale du Top 14 face au Stade toulousain, où son équipe s'incline sur le large score de 59 à 3.

#### En équipe nationale
Toma'akino Taufa a joué avec l'équipe des Tonga des moins de 20 ans en 2014, disputant à cette occasion le trophée mondial des moins de 20 ans, où son équipe termine à la troisième place.
Il est sélectionné pour la première fois avec l'Équipe des Tonga de rugby à XV en juillet 2019 pour disputer la Pacific Nations Cup 2019. Il obtient sa première cape internationale le 27 juillet 2019 à l’occasion d’un match contre l'équipe des Samoa à Apia.

## Palmarès

### En club
- Vainqueur du Championnat de France de Pro D2 en 2019 avec l'Aviron bayonnais.
- Finaliste du Championnat de France de Pro D2 en 2023 avec le FC Grenoble.
- Finaliste du Barrage d'accession au championnat de France en 2023 avec le FC Grenoble.
- Finaliste du Championnat de France de première division en 2024 avec l'Union Bordeaux Bègles.